# Соединённые Штаты Венесуэлы
Соединённые Штаты Венесуэлы (исп. Estados Unidos de Venezuela) — официальное название Венесуэлы, принятое в её конституции 1864 года при правительстве Хуана Крисостомо Фалькона. Это официальное название оставалось до 1953 года, когда конституция того же года переименовала страну в Республику Венесуэла. В 1999 году президент Уго Чавес внёс изменения в Конституцию, и официальным названием Венесуэлы стало Боливарианская Республика Венесуэла.

## Флаг

—
—
—

Соединённые Штаты Венесуэлы в своё время использовали три официальных флага:
- 29 июля 1863 — 28 марта 1905
- 28 марта 1905 — 15 сентября 1930
- 15 сентября 1930 — 11 апреля 1953

## История

### Название
С 1830 по 1857 год официальным названием страны было исп. Estado de Venezuela («Государство Венесуэла»). Конституция 1858 года дала ему официальное название исп. República de Venezuela («Республика Венесуэла»). После Либеральная партия (Partido Liberal) завоевал власть в Федеральная война в нём содержался призыв к созыву конституционного съезда для принятия конституции на федеральный принципы. 28 марта 1864 года члены конвента собрались в Каракасе чтобы подписать его. Президент Фалькон распорядился опубликовать и распространить его 13 апреля, а 22 апреля он был окончательно ратифицирован министрами внутренних дел и юстиции, финансов, развития, войны и моря.

### Смена названия
Конституция 1953 года включала переходное положение об изменении официального названия с Estados Unidos de Venezuela («Соединённые Штаты Венесуэлы») на República de Venezuela («Республика Венесуэла»). Следующая конституция 1961 года подтвердила новое название. Венесуэла в настоящее время находится, в соответствии с новой Конституцией 1999 года, официально известная как Боливарианская Республика Венесуэла (исп. República Bolivariana de Venezuela),

## География

### Границы

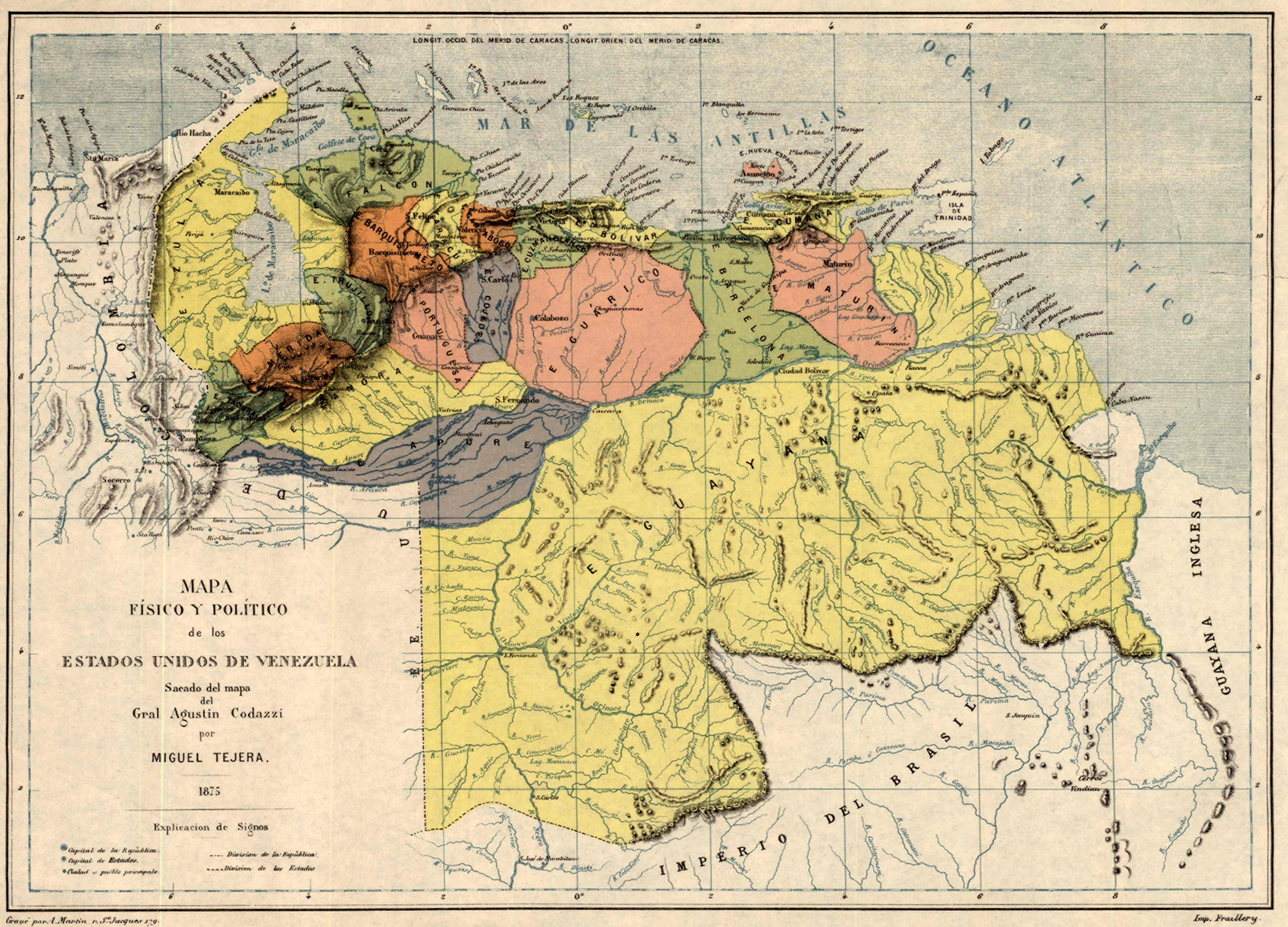
Карта Венесуэлы в 1875 году

Конституция 1864 года установила границы Соединённых Штатов Венесуэлы такими же, как и границы генерал-капитанства Венесуэлы 1810 года. Это утверждение было сохранено во всех последующих конституциях.
Из-за продолжительного территориального спора между Соединёнными Штатами Венесуэлы и Великобритании над Гвиана Эсекиба несколько стран призвали к международному суду для урегулирования этого вопроса, который состоялся в Париже в 1899 году и вынес решение в пользу Великобритании. С 1900 по 1905 год Венесуэла участвовала в Объединённом комитете британско-венесуэльской границы по окончательной демаркации между двумя странами, которая была подписана в сентябре 1907 года. В 1932 году, Хуан Висенте Гомес согласовал пункт на саммите Гора Рорайма как трёхсторонняя граница между Бразилией, Британской Гайаной и Венесуэлой.
В 1941 году президент Елеазар Лопес Контрерас и Президент Колумбии подписал соглашение о границах 1941 года между Колумбией и Венесуэлой, он пограничный договор между двумя странами, который уступил 108 000 квадратных километров (42 000 кв. миль) территории Колумбии.

## Политика и правительство

### Конституции
После принятия Конституции Соединённых Штатов Венесуэлы 1864 года в неё было внесено несколько изменений при разных правительствах.
Они были в 1874, 1881, 1891, 1893-94, 1901, 1909, 1914, 1922, 1925, 1928, 1929, 1931, 1936, 1945.
После Указа Революционного правительства конституция была дополнительно пересмотрена в 1947 и 1953 годах.

### Президенты
| Относится к: | Либеральная партия | Военная диктатура | Независимый | Демократическая Партия | Демократические Действия |

|  | Президент                         | Время президентства | Приход к власти                                               | Профессия           |
|  | --------------------------------- | ------------------- | ------------------------------------------------------------- | ------------------- |
|  | Хуан Крисостомо Фалькон           | 1863 — 1865         | Победа в Федеральной войне (первый срок)                      | Генерал             |
|  | Хуан Крисостомо Фалькон           | 1865 — 1868         | Непрямые выборы (второй срок)                                 | Генерал             |
|  | Мануэль Эсекьель Брузуаль         | 1868 — 1868         | Избранный президент                                           | Военный             |
|  | Гильермо Телль Вильегас           | 1868 — 1869         | Избранный президент                                           | Юрист и военный     |
|  | Хосе Руперто Монагас              | 1869 — 1870         | Революция                                                     | Генерал             |
|  | Гильермо Телль Вильегас           | 1870                | Избранный президент                                           | Юрист и военный     |
|  | Антонио Гусман Бланко             | 1870 — 1877         | Революция (первый срок)                                       | Юрист и генерал     |
|  | Антонио Гусман Бланко             | 1870 — 1877         | Непрямые выборы (второй срок)                                 | Юрист и генерал     |
|  | Франсиско Линарес Алькантара      | 1877 — 1878         | Непрямые выборы                                               | Генерал             |
|  | Хосе Грегорио Варела              | 1878 — 1878         | Президент, избранный Конгрессом                               | Военный и политик   |
|  | Антонио Гусман Бланко             | 1879 — 1880         | Выборы в Федеральных штатах                                   | Юрист и генерал     |
|  | Антонио Гусман Бланко             | 1880 — 1882         | Выборы в Федеральных штатах                                   | Юрист и генерал     |
|  | Антонио Гусман Бланко             | 1882 — 1884         | Выборы в Федеральных штатах                                   | Юрист и генерал     |
|  | Хоакин Синфориано де Хесус Креспо | 1884 — 1886         | Выборы в Федеральных штатах                                   | Генерал             |
|  | Антонио Гусман Бланко             | 1886 — 1887         | Выборы в Федеральных штатах                                   | Юрист и генерал     |
|  | Гермоген Лопес                    | 1887 — 1888         | Временный президент                                           | Генерал             |
|  | Хуан Пабло Рохас Пауль            | 1888 — 1890         | Выборы в Федеральных штатах                                   | Юрист               |
|  | Раймундо Андуэса Палацио          | 1890 — 1892         | Выборы в Федеральных штатах                                   | Юрист               |
|  | Гильермо Телль Вильегас           | 1892 — 1892         | Временный президент                                           | Юрист и солдат      |
|  | Хоакин Синфориано де Хесус Креспо | 1892 — 1894         | Революция                                                     | Генерал             |
|  | Хоакин Синфориано де Хесус Креспо | 1894 — 1898         | Революция                                                     | Генерал             |
|  | Игнасио Андраде                   | 1898 — 1899         | Прямые выборы                                                 | Политик             |
|  | Сиприано Кастро Руис              | 1899 — 1908         | Революция                                                     | Генерал             |
|  | Хуан Висенте Гомес                | 1908 — 1915         | Государственный переворот                                     | Генерал             |
|  | Виктор Маркес Бустильос           | 1915 — 1922         | Избранный президент                                           | Юрист и политик     |
|  | Хуан Висенте Гомес                | 1922 — 1929         | Президент, избранный Конгрессом                               | Генерал             |
|  | Хуан Баутиста Перес               | 1929 — 1931         | Президент, избранный Конгрессом                               | Адвокат и судья     |
|  | Хуан Висенте Гомес                | 1931 — 1935         | Президент, избранный Конгрессом                               | Генерал             |
|  | Елеазар Лопес Контрерас           | 1935 — 1936         | Временный президент (первый срок)                             | Генерал             |
|  | Елеазар Лопес Контрерас           | 1936 — 1941         | Непрямые выборы (второй срок)                                 | Генерал             |
|  | Исайас Медина Ангарита            | 1941 — 1945         | Непрямые выборы                                               | Генерал             |
|  | Ромуло Эрнесто Бетанкур Белло     | 1945 — 1948         | Государственный переворот                                     | Политик             |
|  | Ромуло Гальегос Рейре             | 1948 — 1948         | Прямые выборы                                                 | Писатель — романист |
|  | Карлос Дельгадо Чалбо             | 1948 — 1950         | Государственный переворот                                     | Военный             |
|  | Херман Суарес Фламерич            | 1950 — 1952         | Временный президент                                           | Юрист               |
|  | Маркос Перес Хименес              | 1952-1958           | Государственный переворот (выборы признаны недействительными) | Военный             |